# 坂元葉月
坂元 葉月 （さかもと はづき、1998年9月9日 - ）は、日本の元女性アイドルで、わーすたの元メンバー。
兵庫県神戸市出身。在籍時はエイベックス・マネジメント所属。愛称は、はーちん。

## 略歴
2010年、『avexアイドルオーディション2010』を受け、3次審査進出するも落選。しかし2011年10月3日、iDOL Streetのデビュー候補生であるストリート生に2期生追加メンバー（2.5期生）として加入し、同年10月8日に行われた定期公演『iDOL Street 2011 〜キラキラ☆ホリデー』で初お披露目された。加入のキッカケについて「avexアイドルオーディション2010を受けて、お声をかけていただいたからです」と語っている。
2012年12月25日、iDOL Street第3弾グループGEMのスターティングメンバーに選ばれたことが発表された。以降、GEMスターティングメンバーとしての活動とストリート生としての活動を並行して行うこととなる。だが、2013年6月11日に開催された『SUPER☆GiRLS 生誕3周年記念SP アイドルストリートカーニバル 日本武道館 〜超絶少女たちの挑戦2013〜』のステージ上で発表されたGEMの正式メンバーには選ばれなかった。
しかし同年8月7日、こんどは「hanaガール」とiDOL Streetがコラボレーションしたアイドルユニットhanarichuのメンバーに選ばれた。hanarichuメンバーにはそれぞれ担当する花があり、坂元はヒマワリを担当した。その縁もあって2014年からの約1年半、株式会社サカタのタネが発売するヒマワリ「ビンセント」のイメージガールに起用されている。
hanarichuの活動とストリート生の活動を並行して行っていたが、2015年3月29日に開催された『iDOL Street ストリート生全校集会 〜2014年度終業式〜』でiDOL Street第4弾グループわーすたのメンバーに選ばれたことが発表された。メジャーデビューグループに選ばれたことにより、同31日をもってストリート生としての活動を終了し、同年8月8日をもってhanarichuを卒業した。その後はわーすたメンバーに専念して活動していたが、2021年6月8日、同年12月末をもってわーすたを卒業して芸能界を引退することを発表した。同年12月25日、中野サンプラザで卒業公演『わーすた坂元葉月卒業ライブ「The World Standard」』を開催し、同31日をもって活動を終了した。

## 人物
わーすたでのイメージカラーはパステルイエロー、公式ニックネームは「はーちん」。
ストリート生の代表として『週刊ヤングジャンプ』2014年No.10号の企画「サキドルエースSURVIVAL SEASON3:掴めY☆J登場権!!」に参加し、読者投票により12名のアイドルの中で第1位を獲得。同誌2014年No.19特大号に「サキドルエースSURVIVAL SEASON3優勝 坂元葉月ご褒美グラビア like a flower」と題されたソロ水着グラビアが掲載された。
2014年10月25日にサンリオピューロランドで開催された『SUPER☆GiRLS"超絶ハロウィン"〜in Sanrio Puroland』のイベントとして「ミスサンリオピューロランド〜スト生公開オーディション〜」が実施され、客の投票によってグランプリを獲得。2015年7月からの約2か月間『サンリオピューロランド学生限定割引キャンペーン「学パス」モデル』として広告展開された。
スペイン語を勉強中で、2019年12月にスペイン語技能検定5級に合格。好きなアーティストは、絢香、WHITE JAM、ゆず。

## 出演

### 広告
- サカタのタネ ヒマワリ「ビンセント」（2014年 - 2015年）
- サンリオピューロランド 学生限定割引キャンペーン「学パス」モデル（2015年）

### MV
- WHITE JAM「雨音」（2018年） - 映像 - YouTube

### ライブ・イベント
- 黒川とアイドル Vol.8〜聞きたいことを聞いてみました〜（2016年11月30日、道頓堀角座）[21]
- オラキオの90（2018年12月14日、LOFT9 Shibuya）[22]
- さかもとはづき アート展 " iROiRO " トークイベント（2021年9月9日・10日・16日、tokyoarts gallery）[23]

## 出展
- さかもとはづき アート展 " iROiRO "（2021年9月7日 - 19日、tokyoarts gallery）[23]